# The Meteor Man
The Meteor Man è un film statunitense del 1993 diretto da Robert Townsend.